# HK Liepāja
HK Liepāja je klub ledního hokeje z lotyšského města Liepāja. Je účastníkem Latvijas hokeja līga. Sídlem je Olimpiska ledus halle, která má kapacitu 2 200 diváků. Klubové barvy jsou zelená, červená, bílá.

## Historie
Klub byl založen v roce 2014 HK Liepaja byl nástupnickou organizací rezoluce z roku 2013, kterou založil HK Liepājas Metalurgs. Hned ve své první sezóně skončil na 3. místě a o rok později se mu podařilo získat první a zatím poslední titul. Klub se taky zúčastnil Lotyšského poháru, kde v roce 2016 vypadli v semifinále a v roce 2017 ve čtvrtfinále. HK Liepāja zastupoval Lotyšsko v Kontinentálním poháru, kde se mu nepodařilo postoupit do závěrečné fáze.

## Tým

### Aktuální soupiska
Soupiska pro sézonu 2019/2020
| Managment - Trenér Maksims Bogdanovs - Asistent trenéra Reinis Repss - Asistent trenéra Nikolajs Silconoks - Týmový manažer Kaspars Repss - Prezident Mihails Vasilonoks - Týmový konzultant Leonids Beresnevs - Týmový konzultant Julius Supler Brankáři - 35 Maris Jucers - 76 Kristaps Nazarovs Obránci - 03 Kristers Freibergs - 05 Martins Oskars Freimanis - 08 Reinis Demiters - 09 Paulius Rumsevicius - 23 Relfs Grinbergs - 24 Martins Kevlis - 33 Mikelis Pavelsons - 77 Vjalceslavs Minajevs - 91 Kristers Alonderis Útočníci - 10 Bruno Zabis - 13 Deniss Vilmans - 15 Maris Dilevka - 16 Endijs Butans - 18 Ilja Zuckovs - 19 Valters Freijs - 22 Ricards Fomins - 31 Mark Kaleinikovas - 36 Romans Nekludovs - 44 Klavs Planisc - 47 Miks Kriss Rungovskis - 50 Ricards Bulavs - 53 Karolis Krasilnikovas - 58 Martins Lavrovs - 59 Niks Zile - 90 Maris Miezis |

## Úspěchy
- Latvijas hokeja līga:
  - : 2016,
  - : 2015, 2017, 2018,

## Trenér
- Igors Ļebedevs (2014-2018)
- Maksims Bogdanovs (od roku 2018)

## Známí bývalí hráči
- Māris Bičevskis
- Daniel Bogdziul (Lit)
- Roberts Bukarts
- Mark Kaleinikovas (Lit)